# استفانی جی. بلوک
استفانی جی. بلوک (انگلیسی: Stephanie J. Block؛ زادهٔ ۱۹ سپتامبر ۱۹۷۲) بازیگر، خواننده اهل ایالات متحده آمریکا است. او بیشتر به خاطر کار در خیابان برادوی مشهور است.